# Unified messaging
Onder unified messaging (UM) verstaat men in het algemeen het mechanisme waarbij inkomende berichten, zoals spraak, tekst, fax, e-mail, video, in een gemeenschappelijke inbox worden opgeslagen en geregistreerd. De berichten in die inbox kunnen vervolgens met een (in beginsel) willekeurig te kiezen apparaat worden geraadpleegd, gewijzigd en beantwoord.
De combinatie van unified messaging (welke over berichten gaat) met actuele communicatie staat bekend als unified communications. In dat laatste geval zal de genoemde inbox gekoppeld zijn, dan wel deel uitmaken, van een interne of externe communicatiestructuur. Unified messaging-functionaliteit kan worden geïmplementeerd als geïntegreerd onderdeel van een infrastructuur maar ook als value-added-service. In beide scenario's zal door standaardisatie een bijdrage worden geleverd aan de flexibiliteit en toekomstige waarde van een gekozen UM-oplossing en de betreffende infrastructuur.
Het voordeel van unified messaging is dat er geen enkel bericht verloren raakt hetgeen de kwaliteit en de transparantie in (telefonische) dienstverlening zal doen toenemen.
Met unified messaging tracht men ook in te spelen op de maatschappelijke ontwikkeling van een toenemende mobiliteit van medewerkers. Bereikbaarheid komt opnieuw op het vereiste niveau. De integratie met andere (infra)structuren kan betrekking hebben op telefonie (bijvoorbeeld telefooncentrales en VoIP) en op data (bijvoorbeeld ERP en CRM of Exchange en Lotus Notes). Computer telephony interface (CTI) en translatie van berichten (structuur en inhoud) zijn hierbij ook van belang. Unified messaging kan worden ingezet als brug tussen spraak en data-werelden. Dit geldt ook voor de bijbehorende managementfaciliteiten.